# (561) Ingwelde
(561) Ingwelde ist ein Asteroid des Hauptgürtels, der am 26. März 1905 vom deutschen Astronomen Max Wolf in Heidelberg entdeckt wurde. 
Benannt wurde der Asteroid vermutlich nach der Oper Ingwelde von Max von Schillings.